# Crambicybalomia ariditatis
Crambicybalomia ariditatis là một loài bướm đêm trong họ Crambidae.